# فرانك فيتزجيرالد
فرانك فيتزجيرالد هو سياسي أمريكي، ولد في 27 يناير 1885 في غراند ليدج في الولايات المتحدة، وتوفي بنفس المكان في 16 مارس 1939. نشط حزبياً في الحزب الجمهوري. وقد انتخب حاكم ميشيغان ‏ (1939 – 16 مارس 1939) وانتخب عضو مجلس نواب ميشيغان ‏ وانتخب حاكم ميشيغان ‏ (1935 – 1937).